# Yanacanas
Los Yanacanás, también llamados Anacanás fueron un pueblo precolombino que habitó el territorio hoy ocupado por una parte del estado mexicano de Tamaulipas, especialmente en la costa cerca de la laguna de San Andrés y más al sur, hasta el monte del aguacate, a una legua de Altamira. La pesca era su actividad más importante y representaba su sustento alimenticio; sin embargo algunos autores tales como López de la Cámara Alta afirmaban que también conocían y practicaban la agricultura.